# روزاليند راسل
كاثرين روزاليند راسل (بالإنجليزية: Rosalind Russell)‏ (4 يونيو 1907 - 28 نوفمبر 1976) ممثلة وعارضة أزياء وممثلة كوميدية وكاتبة سيناريو ومغنية أمريكية، اشتهرت بدور "هيلدي جونسون" كمراسلة صحفية سريعة الكلام في الكوميديا المضحكة فتاة الجمعة عام 1940، أمام كاري جرانت، بالإضافة إلى دور وروز في غجرية عام 1962. حصلت على العديد جوائز، بما في ذلك خمس جوائز غولدن غلوب وجائزة توني، بالإضافة إلى ترشيحات لأربع جوائز أوسكار وجائزة بافتا. تم تكريم راسل بجائزة جين هيرشولت الإنسانية في عام 1973 وجائزة نقابة ممثلي الشاشة للإنجاز مدى الحياة في عام 1975.

## روابط خارجية
- روزاليند راسل على موقع IMDb (الإنجليزية)
- روزاليند راسل على موقع الموسوعة البريطانية (الإنجليزية)
- روزاليند راسل على موقع روتن توميتوز (الإنجليزية)
- روزاليند راسل على موقع ألو سيني (الفرنسية)
- روزاليند راسل على موقع ميوزك برينز (الإنجليزية)
- روزاليند راسل على موقع تيرنر كلاسيك موفيز (الإنجليزية)
- روزاليند راسل على موقع أول موفي (الإنجليزية)
- روزاليند راسل على موقع قاعدة بيانات برودواي على الإنترنت (الإنجليزية)
- روزاليند راسل على موقع قاعدة بيانات الأفلام السويدية (السويدية)
- روزاليند راسل على موقع إن إن دي بي (الإنجليزية)
- Forever Mame: The Life of Rosalind Russell by Bernard F. Dick
- Profile at تيرنر كلاسيك موفيز
- Life Is a Banquet  في قاعدة بيانات الأفلام على الإنترنت (بالإنجليزية)
- Photographs and bibliography
- Frederick Brisson papers, 1934-1984 (includes Rosalind Russell papers), held by the Billy Rose Theatre Division, New York Public Library for the Performing Arts